# Mesorregión de Campinas
La mesorregión de Campinas es una de las quince mesorregiones del estado brasileño de São Paulo. Es formada por la unión de 49 municipios agrupados en cinco microrregiones.

## Microrregiones
- Amparo
- Campinas
- Mogi-Guaçu (proyecto)
- Moji-Mirim
- Paulínia (proyecto)
- Pirassununga
- São João de la Boa Vista